# Trận Nikopolis
Trận Nikopolis (tiếng Thổ Nhĩ Kỳ: Niğbolu Savaşı, tiếng Bulgaria: Битка при Никопол, tiếng Romania: Bătălia de la Nicopole, tiếng Hungary: Nikápolyi csata), trận chiến nổ ra vào ngày 25 tháng 9 năm 1396, trong trận này, Đế quốc Ottoman và Serbia đánh cho liên minh Hungary, Đế quốc La Mã Thần thánh, Pháp, Wallachia, Ba Lan và Vương quốc Anh, Vương quốc Scotland, Liên minh Thụy Sĩ cũ, Cộng hòa Venezia, Cộng hòa Genoa và Các hiệp sĩ thánh Gioan đại bại gần pháo đài Nikopolis (nay là Nikopolis, Bulgaria) tại sông Donau. Trận này cũng được xem là Cuộc Thập tự chinh Nikopolis, cuộc thập tự chinh lớn cuối cùng ở thời kì Trung Cổ. Trận đánh cũng thỉnh thoảng được xem là đã nổ ra ngày 28 tháng 9 năm 1396. Sau khi quân Thập tự không thể hạ nổi phòng tuyến của người Ottoman, Sultan Bayezid I đã đánh úp họ. Cho dù đắt giá, đây là một chiến thắng toàn diện và vẻ vang của Đế quốc Ottoman, với phần lớn Thập Tự Quân bị loại khỏi vòng chiến. Trong khi nhiều binh sĩ Thập tự bị chết đuối khi tháo chạy, rất nhiều binh sĩ khác bị bắt làm tù binh (trong đó có cả Thống chế Pháp là Jean Le Maingre nhưng ông được trao trả sau thảm bại). Nhà viết sử biên niên Jean Froissait đã nhận xét rằng, từ thảm họa Roncesvalles tới thời điểm đó, chưa bao giờ quân đội Thiên chúa giáo chịu thương vong nặng nề như vậy.
Đại thắng này đã củng cố thế lực của Đế quốc Ottoman ở miền Đông Nam Âu và gia tăng thanh thế của Bayezid I. Thắng lớn, ông được người Hồi giáo nhìn nhận như là một ghazi ("thần binh"). Không những gây cho người châu Âu càng kinh sợ người Ottoman hơn, thắng lợi vang dội này mang lại uy thế cho Đế quốc Ottoman trong thế giới Hồi giáo. Vốn đang vây hãm kinh thành Constantinopolis của Đế quốc Đông La Mã, bằng đại thắng Nicopolis ông không những nắm chắc vùng Balkan mà còn xóa tan mọi hy vọng giải nguy cho Constantinopolis của người Tây Âu. Đối với nước Pháp, thất bại này trở thành một thảm họa cho họ, với tổn thất nặng nề của quân tinh nhuệ Pháp.